# Peter Weiand
Peter August Weiand (* 19. Juni 1919 in Steinforth-Rubbelrath; † 20. Januar 1990 in Köln-Junkersdorf) war ein deutscher Unternehmer, Sportfunktionär und von 1973 bis 1987 der vierte Präsident des 1. FC Köln.

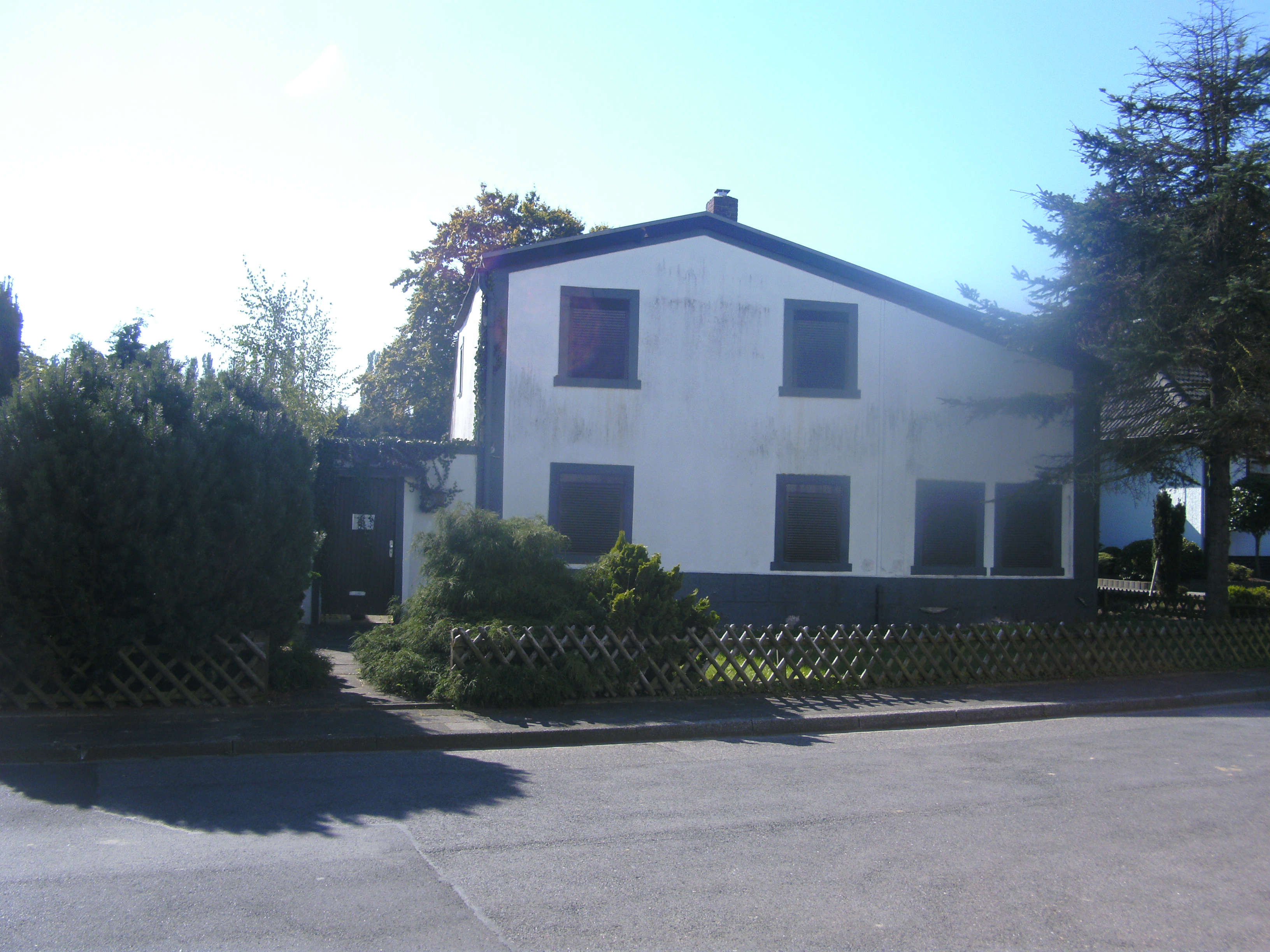
Geburtshaus von Peter Weiand

## Leben
Peter Weiand begann seine berufliche Laufbahn 18-jährig in der Buchhaltung einer Werkzeug-Exportfirma in Remscheid. In späteren Jahren war er als Geschäftsführer über viele Jahre für die 1955 begründete Westdeutsche Toto Lotterie GmbH tätig und auch Vorsitzender des Technischen Ausschusses des Deutschen Lotto- und Toto-Blocks. Gemeinsam mit Lothar Lammers entwickelte Weiand die Lotto-Systemwette und das im Jahr 1975 eingeführte Spiel 77. Von 1974 bis 1984 war er zudem Geschäftsführer der Westdeutschen Spielbanken GmbH und der Bremer Spielcasino GmbH. Als Präsident des ASV Köln von 1968 bis 1978 trug er maßgeblich zu dessen finanzieller Gesundung bei.

### 1. FC Köln
Er führte den Club durch die nach den 1960ern zweite erfolgreiche Zeit seiner Geschichte. Während der Präsidentschaft von Peter Weiand gewann der FC 1978 das Double, bestehend aus der Deutschen Meisterschaft und dem DFB-Pokal sowie 1977 und 1983 zwei weitere DFB-Pokale. 1985/86 zog die Mannschaft zudem in die Finalspiele des UEFA-Pokals gegen Real Madrid ein.